# Ngày tưởng nhớ các nạn nhân của vụ thảm sát Katyn
Ngày tưởng nhớ các nạn nhân của vụ thảm sát Katyn (tiếng Ba Lan: Dzień Pamięci Ofiar Zbrodni Katyńskiej) là ngày lễ của Ba Lan được tổ chức hàng năm vào ngày 13 tháng 4, do Thượng nghị sĩ Cộng hòa Ba Lan thông qua vào ngày 14 tháng 11 năm 2007 nhằm tri ân các nạn nhân trong thảm sát Katyn.

## Lịch sử
Tài liệu có nội dung: Để tưởng nhớ các nạn nhân của Vụ thảm sát Katyn và để tưởng nhớ tất cả những người bị NKVD (Bộ Dân ủy Nội bộ Liên Xô) sát hại theo quyết định của chính quyền tối cao của Liên Xô ngày 5 tháng 3 năm 1940, Seym của Cộng hòa Ba Lan tuyên bố ngày 13 tháng 4 là Ngày Tưởng niệm các nạn nhân của Vụ thảm sát Katyn .
Đây không phải là ngày nghỉ lễ.

## Lễ kỷ niệm

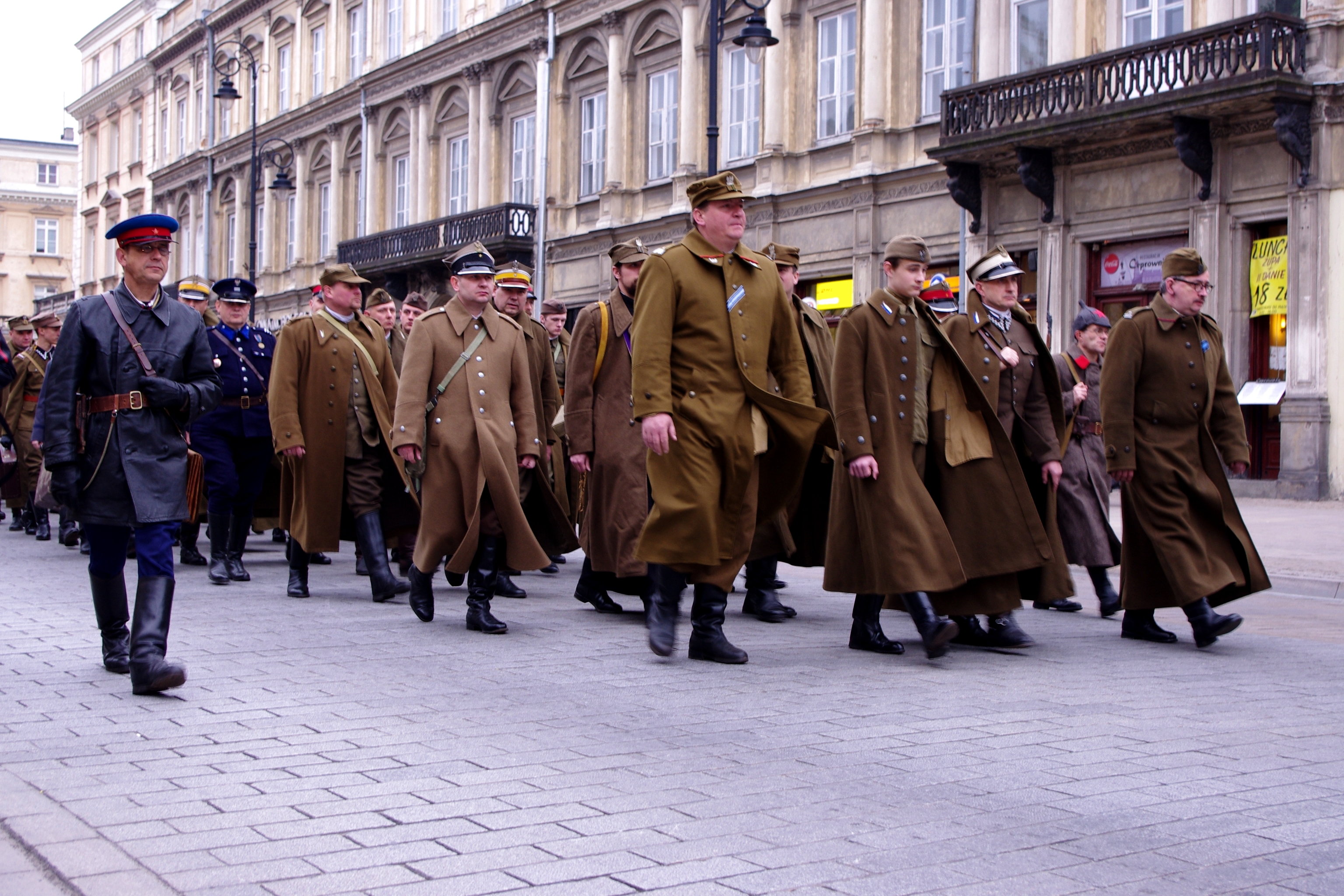
Lễ diễu hành Katyn March of Shadows lần thứ 7 ở Warszawa nhân Ngày tưởng niệm các nạn nhân thảm sát Katyn (2014)

Ngày Tưởng niệm được tổ chức vào dịp kỷ niệm phía bên Đức công bố thông tin về việc phát hiện ra nhiều ngôi mộ tập thể chôn các sĩ quan Quân đội Ba Lan tại Liên Xô vào năm 1943. Vào ngày 13 tháng 4 năm 1990, Liên Xô chính thức thừa nhận đã khai tử nhiều binh sĩ quân đội Ba Lan, khi Mikhail Gorbachev trao cho Tổng thống Wojciech Jaruzelski một bản ghi chép của Bộ Dân ủy Nội bộ Liên Xô. Trong bản ghi có danh sách tù nhân bị giam giữ trong trại Kozelsk, Ostaszków và trại Starobelsk. Kể từ ngày đó, Ngày tưởng nhớ được tổ chức thường niên với tư cách là Ngày Thế giới tưởng nhớ các nạn nhân của thảm sát Katyn.
Năm 2005, các thành viên Ủy ban Katyn và người thân đại diện cho người đã khuất trong thảm sát Katyn đã biểu tình trước Đại sứ quán Nga tại Warszawa. Một buổi thánh lễ được tổ chức, vòng hoa được đặt tại Đài tưởng niệm nạn nhân chiến tranh ở phía Đông. Lễ kỷ niệm cũng được tổ chức ở nhiều thành phố khác.
Lễ kỷ niệm 70 năm vụ thảm sát Katyn tổ chức vào năm 2010 bị gián đoạn. Vào ngày 10 tháng 4, một chuyên cơ của chính phủ trở Tổng thống Ba Lan, Lech Kaczyńskiđến tham dự lễ kỷ niệm ở Katyn đã bị rơi gần Smolensk. Tất cả mọi người trên máy bay đều thiệt mạng ngay tại chỗ, và buổi lễ bị hủy bỏ .

## Kỷ niệm
Năm 2010, để kỷ niệm 70 năm vụ thảm sát Katyn, Poczta Polska (tạm dịch: Bưu chính Ba Lan) đã giới thiệu một con tem bưu chính trong ngày tưởng niệm Nạn nhân của vụ thảm sát Katyn .